# Гулбене (станция)

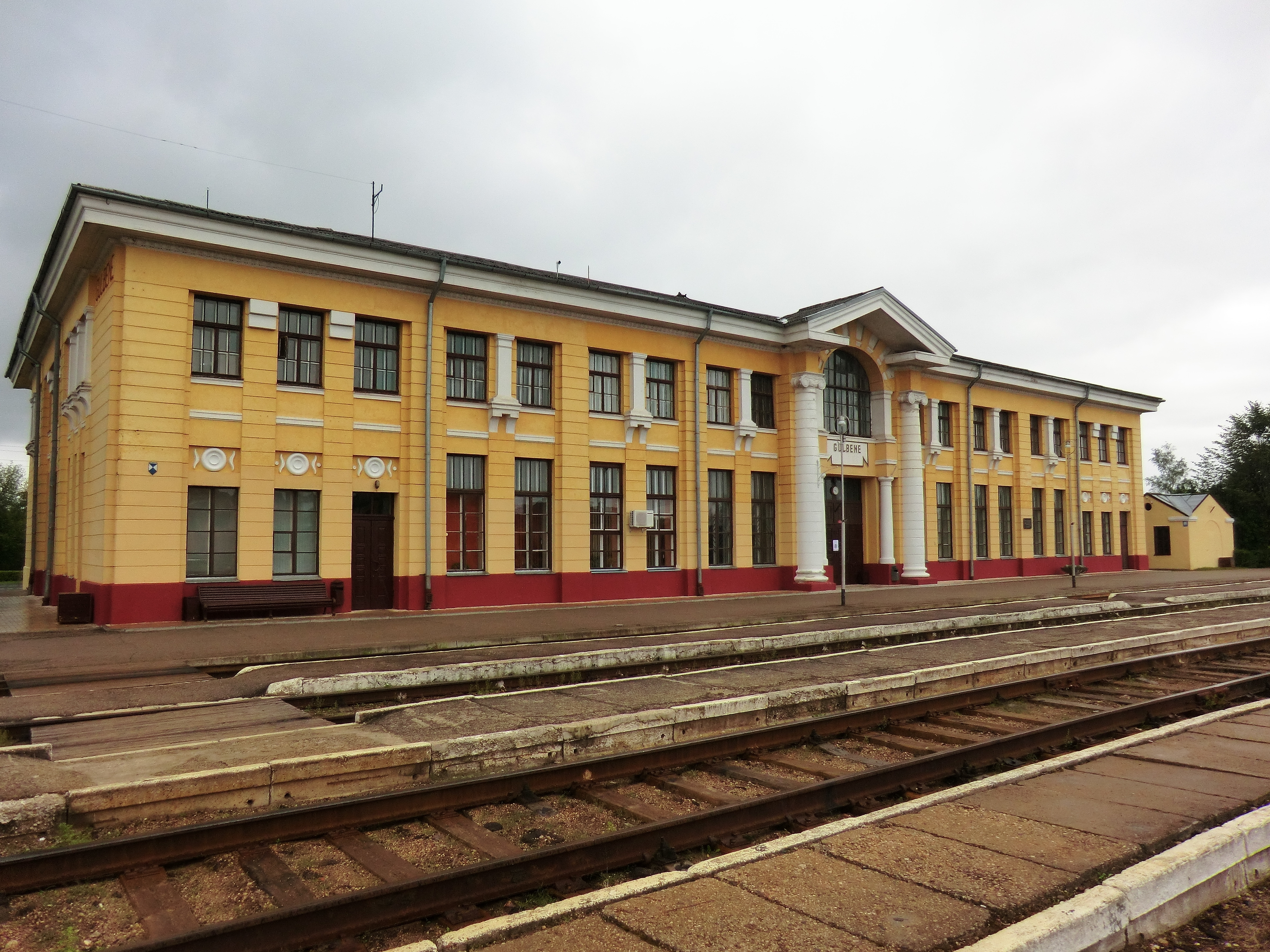
Фасад со стороны путей

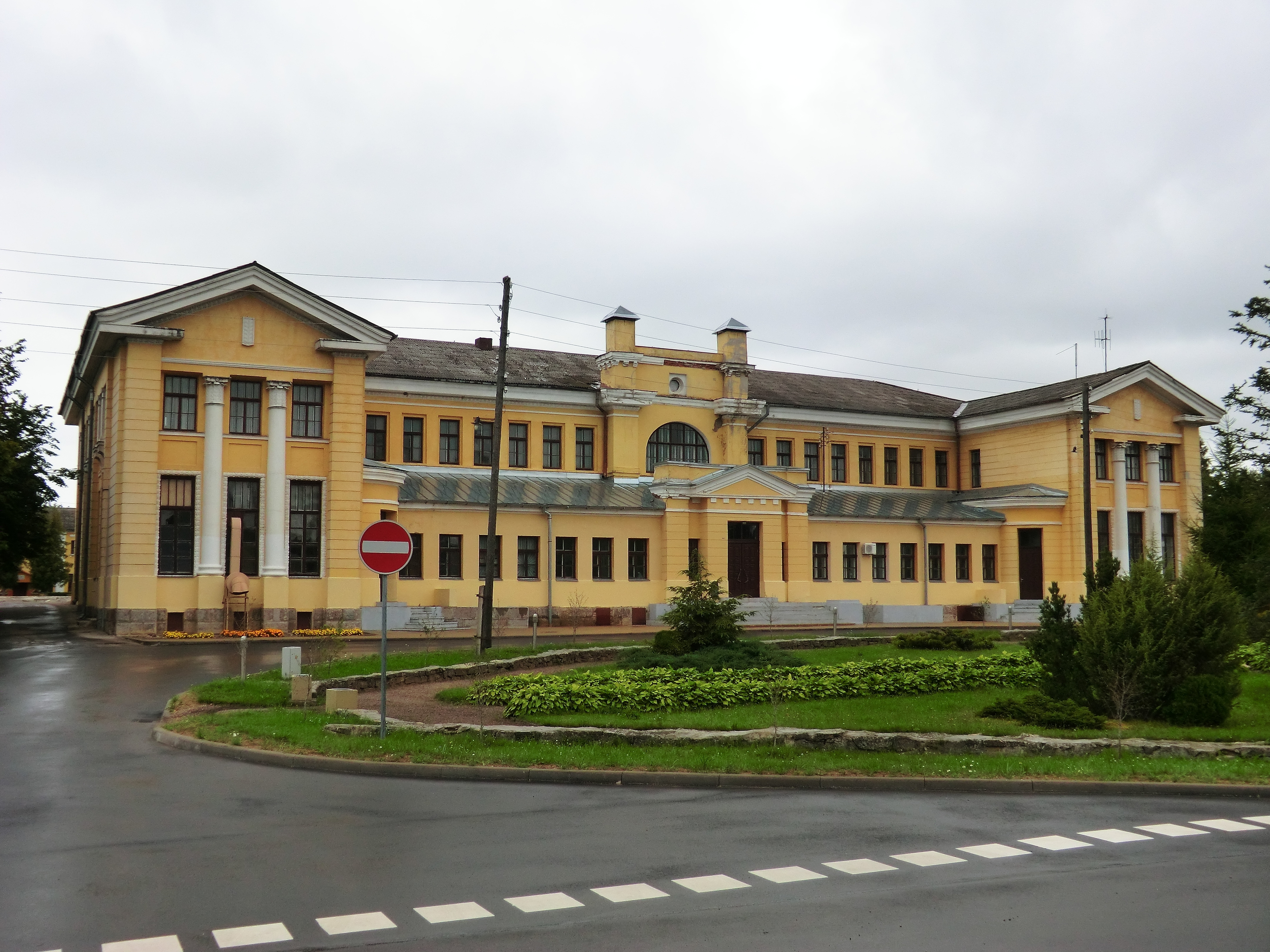
Фасад с другой стороны

Гу́лбене (латыш. Gulbene) — железнодорожная станция в одноимённом городе в Латвии. Конечный пункт линии Плявиняс — Гулбене и узкоколейной линии Гулбене — Алуксне. Некогда была важным железнодорожным узлом, но после закрытия линий Иерики — Гулбене и Гулбене — Пыталово значение станции значительно снизилось. Движение грузовых поездов через станцию хотя и постоянное, но малоинтенсивное. Регулярное пассажирское сообщение между Гулбене и Ригой прекращено 1 февраля 2011 года, и поезд Рига — Гулбене назначается лишь по особому распоряжению.

## История
Первое пассажирское здание станции Гулбене было построено в 1903 году для нужд узкоколейной линии Плявиняс — Валга, но после перевода участка Плявиняс — Гулбене на колею 1524 мм во время Первой мировой войны, была открыта отдельная станция. Обе станции работали параллельно, до тех пор пока узкоколейную линию не перенесли к новому зданию. С тех пор старое здание служит жилым домом.
Перевод на широкую колею участка Плявиняс — Гулбене, был призван соединить Гулбене напрямую с линией Рига — Даугавпилс. Также через Гулбене была проложена линия Иерики — Пыталово, что делало станцию железнодорожным узлом.
Существующее на 2014 год пассажирское здание построено в 1926 году архитектором Петром Феддерсом. Оно сильно пострадало в результате налёта советской авиации в 1944 году и восстановлено в прежнем виде по окончании войны. Является памятником архитектуры государственного значения.
Дизельный пассажирский поезд курсировал из Риги в Гулбене до 2011 года. В советское время через Гулбене проходили два разных маршрута Рига — Пыталово (через Иерики и через Плявиняс). после восстановления независимости Латвии маршрут был укорочен (с конечной остановкой в Вецуми). К 2002 году маршрут Рига - Иерики - Жигури был окончательно отменён, а маршрут Рига - Плявиняс - Вецуми был укорочен до Гулбене; линия Иерики - Гулбене была разобрана почти сразу, в то время как заброшенный путь к востоку от Гулбене был окончательно демонтирован не раньше июня 2009 года.